# 肖特基势垒

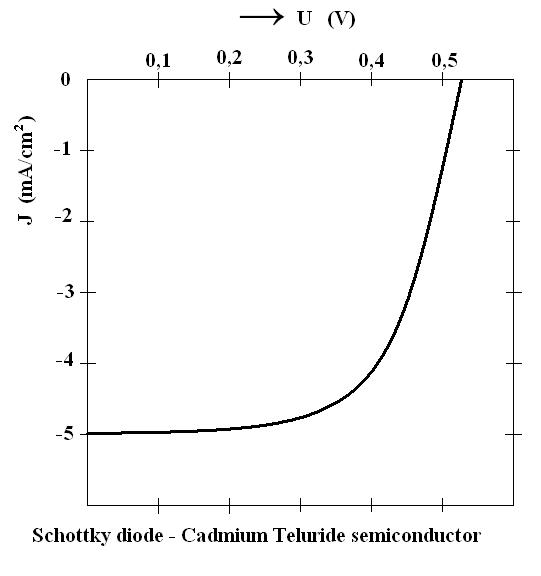

肖特基势垒（英語：Schottky barrier），是指具有整流特性的金属-半导体界面，就如同二极管具有整流特性。肖特基势垒（障壁）相較於PN接面最大的区别在於具有較低的接面电压，以及在金属端具有相當薄的(几乎不存在)耗尽层寬度。
並非所有的金属-半导体接面都是具有整流特性的，不具有整流特性的金属-半导体接面則稱為欧姆接触。整流属性決定於金属的功函、固有半导体的能隙，以及半导体的掺杂類型及浓度。在設計半导体器件時需要對肖特基效应相當熟悉，以確保不會在需要歐姆接觸的地方意外地產生肖特基势垒。
肖特基势垒命名自德國物理學家華特·蕭特基（Walter Hermann Schottky）。

## 优点
由於肖特基势垒具有較低的界面電壓，可被應用在某器件需要近似於一個理想二極體的地方。在電路設計中，它們也同時與一般的二極體及晶体管一起使用, 其主要的功能是利用其較低的接面電壓來保護電路上的其它器件。
然而，自始至終肖特基器件相較於其它半導體器件來說能被應用的領域並不廣。

## 器件
肖特基势垒自身作为器件即为肖特基二极管。
肖特基势垒场效应晶体管FET：金属和碳纳米管之间的接触并不理想所以层错导致肖特基势垒，所以我们可以使用这一势垒来制作肖特基二极管或者晶体管等等。